# تپه سیاب
تپه سیاب مربوط به دوران‌های تاریخی پس از اسلام است و در کیلومتر ۲۲ بزرگراه تهران به ساوه واقع شده و این اثر در تاریخ ۵ آذر ۱۳۷۹ با شمارهٔ ثبت ۲۸۸۶ به‌عنوان یکی از آثار ملی ایران به ثبت رسیده است.